# Juan
Juan es un nombre propio masculino teofórico de origen hebreo (en hebreo: יהוחנן‎, romanizado: Yəhôḥānān - en hebreo: יוחנן‎, romanizado: Yôḥānān, lit. 'Yahvé es misericordioso'). Su forma femenina es Juana.
Juan significa "Yahveh es misericordioso". Por lo general, el elemento teofórico Yahu/Yaho (יהו) se contraía al comienzo con יו [Yu/Yo], este nombre se adoptó al griego 'con influencia del arameo' como Ἰωάννης Iōánnēs. En latín, la "i" tiene una variante caligráfica "j", quedando ramificado en inglés como John, al francés como Jan o Jean, y al español como Juan.
Se asocia también con Iván (Иван iban), que deriva de la versión eslava, que aún guarda la grafía antigua "u" con "v".[cita requerida]
El patronímico de Juan en español es Yáñez o Ibáñez ('hijo de Iván'). 
Existen variantes en multitud de idiomas, como en inglés, donde Juan es John, y su patronímico tiene variantes como Johnson ('hijo de John'), Evanson o Evans ('hijo de Ewan') o Jackson ('hijo de Jack).

## Santoral
- 31 de enero: San Juan Bosco, fundador de la Pía Sociedad de San Francisco de Sales, conocidos como Salesianos.
- 4 de febrero: Santa Juana de Valois, duquesa de Berry.
- 4 de febrero: San Juan de Brito, mártir jesuita.
- 14 de febrero: San Juan Bautista de la Concepción, reformador de la Orden Trinitaria.
- 8 de marzo: San Juan de Dios, fundador de los Hospitalarios de San Juan de Dios.
- 16 de mayo: San Juan Nepomuceno, mártir de la confesión.
- 12 de junio: San Juan de Sahagún, eremita agustino.
- 24 de junio: Juan el Bautista, nacimiento.
- 12 de agosto: Santa Juana de Chantal, cofundadora de la Orden de la Visitación de Nuestra Señora.
- 19 de agosto: San Juan Eudes, fundador de la Congregación de Jesús y María.
- 29 de agosto: San Juan degollado o Martirio de San Juan Bautista.
- 13 de septiembre: San Juan Crisóstomo, Padre de la Iglesia.
- 9 de octubre: San Juan Leonardi, fundador de la Orden de la Madre de Dios y de Propaganda Fide, reformador de la Iglesia.
- 11 de octubre: San Juan XXIII, El Papa bueno.
- 23 de octubre: San Juan de Capistrano, fraile conocido como el Santo de Europa.
- 4 de diciembre: San Juan Damasceno, escritor y doctor de la Iglesia.
- 14 de diciembre: San Juan de la Cruz, cofundador de los Carmelitas descalzos.
- 17 de diciembre: San Juan de Mata, fundador de la Orden de la Santísima Trindiad.
- 27 de diciembre: San Juan Evangelista.

## Variantes
- Femenino: Juana, Ivana.
- Diminutivos e hipocorísticos: Juanito, Juanillo, Juancito, Juancho, Juane, Juani, Juaniquillo.

| Idioma      | Variante                                         |
| ----------- | ------------------------------------------------ |
| Albanés     | Gjon, Gjin                                       |
| Alemán      | Johannes, Johann, Jan, Hannes, Hans              |
| Amhárico    | ዮሐንስ (Yoḥännǝs)                                  |
| Árabe       | يحيى (Yaḥyā), يوحنا (Yuḥanna)                    |
| Aragonés    | Chuan                                            |
| Armenio     | Հովհանես (Hovhanes)                              |
| Asturiano   | Xuan                                             |
| Bosnio      | Ivan                                             |
| Bretón      | Yann                                             |
| Búlgaro     | Йоан (Yoan), Иван (Ivan)                         |
| Catalán     | Joan, Jan                                        |
| Checo       | Jan                                              |
| Chino       | 約翰 (Yuēhàn)                                    |
| Corso       | Ghjuvanni                                        |
| Croata      | Ivan, Ivo, Ive                                   |
| Danés       | Johan, Johannes                                  |
| Escocés     | Ian                                              |
| Eslovaco    | Ján, Ivan                                        |
| Esloveno    | Janez                                            |
| Esperanto   | Johano                                           |
| Estonio     | Jaan, Juhan                                      |
| Euskera     | Jon, Yon, Ion, Manex, Ganix, Joanes, Ibane, Iban |
| Extremeño   | Huan                                             |
| Feroés      | Jógvan                                           |
| Finés       | Janne, Johannes, Juha, Juhani                    |
| Francés     | Jean, Jehan, Yvan                                |
| Galés       | Ioan, Siôn                                       |
| Gallego     | Xoán, Xan                                        |
| Georgiano   | იოანე (Ioane)                                    |
| Guaraní     | Huã                                              |
| Griego      | Ιωάννης (Ioannis)                                |
| Hebreo      | יוחנן (Yôḥānnān)                                 |
| Húngaro     | János                                            |
| Inglés      | John, Diminutivo: (Johnny , Jack), Ewan          |
| Irlandés    | Seán, Iohán, Shawn                               |
| Islandés    | Jóhann, Jóhannes                                 |
| Italiano    | Giovanni, Diminutivo: (Gianni, Gian), Ivano, Ivo |
| Japonés     | フアン (Fuan)                                    |
| Latín       | Ioannes                                          |
| Letón       | Jānis                                            |
| Lituano     | Jonas                                            |
| Lombardo    | Giuàn                                            |
| Macedonio   | Јован (Jovan)                                    |
| Malayalam   | Yoohanon                                         |
| Maltés      | Ġwanni                                           |
| Neerlandés  | Jan, Johan, Johannes                             |
| Noruego     | Jon, Johan, Johannes                             |
| Piamontés   | Gioann                                           |
| Polaco      | Jan                                              |
| Portugués   | João, Ivā                                        |
| Quechua     | Juwan                                            |
| Rumano      | Ion, Ioan, Ionuţ, Ionel, Ionică                  |
| Ruso        | Иван (Ivan), Ян (Jan), Иоанн (Ioann)             |
| Samogitiano | Juons                                            |
| Sardo       | Juanne, Giuanni                                  |
| Serbio      | Јован (Jovan)                                    |
| Siciliano   | Giuvanni                                         |
| Sueco       | Jon, Johan, Johannes                             |
| Turco       | Yahya, Jan, Gökhan                               |
| Ucraniano   | Іван (Ivan)                                      |